# Allegro en si bémol majeur pour piano, K. 400
L'Allegro en si bémol majeur pour piano, K. 400/372a est un mouvement incomplet de sonate pour piano composé par Wolfgang Amadeus Mozart probablement à Vienne en 1781. Ce mouvement a été complété par Maximilian Stadler.

## Analyse
Introduction de l'Allegro :
La lecture audio n'est pas prise en charge dans votre navigateur. Vous pouvez télécharger le fichier audio.
L'Allegro est écrit en si bémol majeur avec une mesure à  et comporte 148 mesures formées de 2 sections répétées deux fois (première section : mesures 1 à 58 et seconde section : mesures 59 à 148).
Durée de l'interprétation : environ 5 minutes
À la mesure 71, Mozart a noté « Sophie », et à la mesure suivante « Costanza ». Cela rappelle les sentiments qu'éprouvait Mozart à cette époque à l'égard des deux sœurs Sophie et Constance Weber, les filles de la propriétaire de la maison où il logeait depuis son installation à Vienne. Il se mariera d'ailleurs l'année suivante avec Constance.
La lecture audio n'est pas prise en charge dans votre navigateur. Vous pouvez télécharger le fichier audio.
Mozart a composé la moitié de la mesure 91 et la fin de l'Allegro a été écrite par Maximilian Stadler.